# Новикова, Марина Александровна
Марина Александровна Новикова (род. 1 марта 1989, Воркута, Коми АССР), в девичестве Пандакова — российская легкоатлетка, специалистка по спортивной ходьбе. Выступает на профессиональном уровне с 2010 года, обладательница серебряной медали Универсиады в Кванджу, победительница Кубков мира и Европы в командном зачёте, многократная призёрка первенств всероссийского значения, действующая рекордсменка России в ходьбе на 10 000 метров в помещении. Представляет Москву и Чувашию. Мастер спорта России международного класса.

## Биография
Марина Пандакова родилась 1 марта 1989 года в Воркуте, Коми АССР.
Занималась лёгкой атлетикой в Чебоксарах под руководством тренеров Г. С. Семёнова, О. В. Ивановой, А. П. Семёновой. Окончила Чебоксарский политехнический институт (филиал) Московского государственного машиностроительного университета.
Первого серьёзного успеха на взрослом всероссийском уровне добилась в сезоне 2012 года, когда на чемпионате России по спортивной ходьбе в Москве завоевала бронзовую награду в дисциплине 20 км.
В 2013 году вошла в состав российской национальной сборной и выступила на Кубке Европы по спортивной ходьбе в Дудинце — финишировала третьей в личном зачёте 20 км и тем самым помогла своим соотечественницам выиграть женский командный зачёт.
В 2014 году стала четвёртой на зимнем чемпионате России в Сочи, закрыла десятку сильнейших на Кубке мира в Тайцане, став при этом победительницей командного зачёта. Также в этом сезоне на чемпионате Чувашии установила ныне действующий национальный рекорд России в ходьбе на 10 000 метров в помещении — 42.48,8.
В 2015 году с личным рекордом 1:25.03 завоевала серебряную награду на зимнем чемпионате России в Сочи, стала пятой в личном зачёте 20 км на Кубке Европы в Мурсии, вновь выиграв командный зачёт. Будучи студенткой, представляла страну на Универсиаде в Кванджу — получила серебро и золото в личном и командном зачётах 20 км соответственно.
В 2016 году взяла бронзу на зимнем чемпионате России в Сочи. Рассматривалась в качестве кандидатки на участие в Олимпийских играх в Рио-де-Жанейро, однако из-за санкций IAAF не смогла выступить на Играх.
На чемпионате России 2018 года в Чебоксарах в ходьбе на 20 км финишировала четвёртой.
В 2019 году на зимнем чемпионате России в Сочи была дисквалифицирована, тогда как на летнем чемпионате России в Чебоксарах стала пятой.
В 2020 году выиграла бронзовую медаль на командном чемпионате России в Сочи, показала шестой результат на чемпионате России в Вороново.
В 2021 году была пятой на командном чемпионате России в Сочи и третьей на чемпионате России в Чебоксарах.
В 2022 году вновь взяла бронзу на командном чемпионате России в Сочи, завоевала серебряную награду на Кубке Вороново.
За выдающиеся спортивные достижения удостоена почётного звания «Мастер спорта России международного класса».